# Promicroa dubitata
Promicroa dubitata är en mossdjursart som beskrevs av Jean-Loup d'Hondt och Gordon 1999. Promicroa dubitata ingår i släktet Promicroa och familjen Microporidae. Inga underarter finns listade i Catalogue of Life.